# 北吉祥寺
北吉祥寺位于中国山西省陵川县礼义镇西街村，毗邻崔府君庙，与南吉祥寺相距约2千米，1996年被列为第四批全国重点文物保护单位。
北吉祥寺始建于唐，坐北朝南，现存建筑有前殿、中殿、后殿及东西配殿等，其中前殿和中殿为宋代原构，余为明清所建。前殿面阔三间，进深六椽，单檐歇山顶。中殿面阔三间，进深六椽，单檐悬山顶。后殿面阔五间，进深五椽，单檐悬山顶。